# John Chittick
John Chittick, född 29 oktober 1937, är en australisk friidrottare. Han deltog vid olympiska sommarspelen 1956 och olympiska sommarspelen 1960.